# Lessing-Preis der DDR

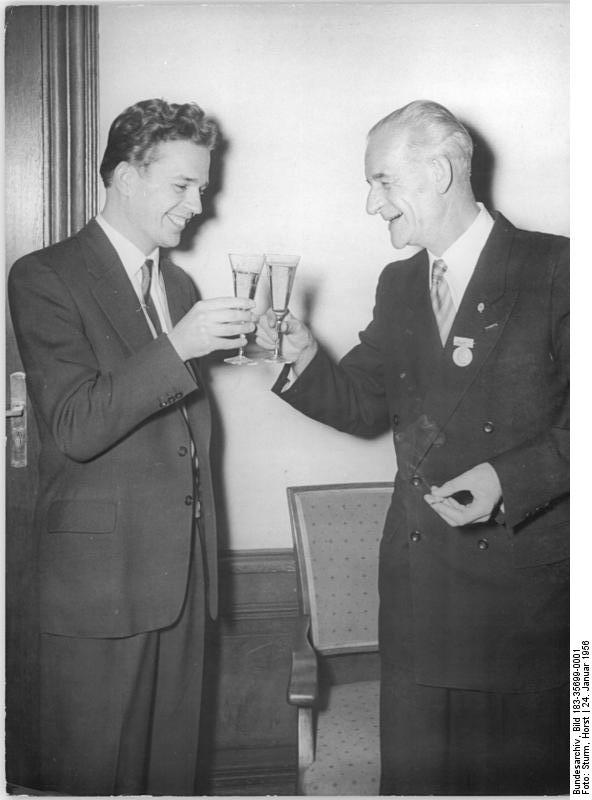
Am 24. Januar 1956 wurde der Lessingpreis 1956 an Peter Hacks und Fritz Erpenbeck verliehen.

Der Lessing-Preis der DDR war ein hoch angesehener DDR-Literaturpreis, der als staatliche Auszeichnung ab dem 22. Januar 1954, dem 225. Geburtstag Lessings, vom Ministerium für Kultur verliehen wurde. Mit ihm sollten hervorragende Werke auf dem Gebiet der Bühnendichtung sowie auf dem Gebiet der Kunsttheorie und Kunstkritik, die im Geiste Lessings für die Entwicklung der Kunst bedeutungsvoll sind, gewürdigt werden. Die Verleihung erfolgte durch den Minister für Kultur anlässlich des Geburtstags von Lessing jeweils am 22. Januar und erstmals am 22. Januar 1955. Die Auszeichnung konnte an Einzelpersonen oder Kollektive bis zu sechs Personen vergeben werden, bis 1977 jährlich, danach alle zwei Jahre. Sie bestand aus einer Medaille, einer Urkunde und einer Geldzuwendung in Höhe von 10.000 Mark. Mit dem Lessing-Preis des Freistaates Sachsen wird die Tradition dieses Preises seit 1993 fortgesetzt, der ebenfalls während der Kamenzer Lessing-Tage dort verliehen wird.

## Preisträger
- 1955: Herbert Ihering
- 1956: Peter Hacks, Fritz Erpenbeck
- 1957: Max Schröder (Journalist)
- 1958: Hans Lucke
- 1959: Johanna Rudolph, Harald Hauser
- 1960: Hans Koch, Hedda Zinner
- 1961: Elisabeth Hauptmann, Erwin Strittmatter
- 1962: Wilhelm Girnus, Rolf Schneider
- 1963: Helmut Sakowski, Hans Kaufmann
- 1964: Joachim Tenschert, Armin-Gerd Kuckhoff
- 1965: Rainer Kerndl, Gerhard Rentzsch
- 1967: Benito Wogatzki, Horst Haase
- 1968: Claus Hammel, Edith Braemer
- 1969: Gerhard Scholz
- 1970: Werner Mittenzwei, Armin Stolper
- 1971: Heinz Kamnitzer, Käthe Rülicke-Weiler
- 1972: Heinz Kahlau, Horst Seeger
- 1973: Alfred Matusche, Hans Jürgen Geerdts
- 1974: Rudi Strahl, Claus Träger
- 1975: Heiner Müller, Hermann Kähler
- 1976: Helmut Baierl, Ernst Schumacher
- 1977: Horst Kleineidam, Hans-Georg Werner
- 1979: Rolf Rohmer, Manfred Naumann
- 1981: Volker Braun, Robert Weimann
- 1983: Rudolf Münz, Christoph Funke
- 1985: Eberhard Rebling, Peter Ensikat
- 1987: Hans-Günther Thalheim, Albert Wendt
- 1989: Christoph Hein, Dieter Kranz